# لندن لیبران
لندِن لیبران (انگلیسی: Landon Liboiron؛ زادهٔ ۱۰ مارس ۱۹۹۱) هنرپیشه اهل کانادا است. وی از سال ۲۰۰۶ میلادی تاکنون مشغول فعالیت بوده‌است.
از فیلم‌ها یا برنامه‌های تلویزیونی که وی در آن نقش داشته‌است می‌توان به ترانووا، فرازا، دختر در حال پیشرفت، مرز جنون، دگراسی: نسل بعدی و جرئت یا حقیقت اشاره کرد.

## اوایل زندگی
لیبران در یک جامعه کوچک کشاورزی در جنر، آلبرتا، به همراه دو برادر بزرگترش، بزرگ شد. او پسر لورین مک و مارسل لیبران است. مادرش که هنرمند بود و از تمایل او به بازیگری حمایت می کرد، یک بار پسرش را برای کلاس های بازیگری و تست بازیگری به ونکوور برد.
پس از فارغ التحصیلی از دبیرستان، به ونکوور رفت تا بازیگری را تمام وقت دنبال کند.